# Carabalincito
Carabalincito är en ort i Mexiko.   Den ligger i kommunen Tecoanapa och delstaten Guerrero, i den södra delen av landet, 290 km söder om huvudstaden Mexico City. Carabalincito ligger 56 meter över havet och antalet invånare är 136.
Terrängen runt Carabalincito är platt åt sydost, men åt nordväst är den kuperad. Runt Carabalincito är det ganska glesbefolkat, med 34 invånare per kvadratkilometer. Närmaste större samhälle är Cruz Grande, 10,2 km sydost om Carabalincito. Omgivningarna runt Carabalincito är en mosaik av jordbruksmark och naturlig växtlighet.